# 股関節インピンジメント

股関節インピンジメントのうちカム型とピンサー型の概要を示す。

股関節インピンジメント（英: femoroacetabular impingement, FAI）とは、股関節を形成する大腿骨ないし寛骨臼の構造的問題のため、反復動作により関節軟骨や関節唇といった股関節の周辺構造に微細な損傷や変性をきたす疾患である（「インピンジメント」とは衝突を意味する）。緩徐に発症する鼠径部痛を特徴とし、長時間の歩行や長時間の坐位などによって疼痛が増強する。変形性股関節症の初期病変の1つとも考えられており、これまで一次性変形性股関節症と考えられていたものの一部は股関節インピンジメントが原因であったとされる。

## 病態
股関節インピンジメント（FAI）の明確な定義は現在のところ存在しないが、股関節の構造のパターンとして、カム型（Cam type）とピンサー型（Pincer type）、それに両者が合わさった混合型（Combined type）が存在する。これらの構造異常により股関節の可動に伴って寛骨臼の前上方や骨頭・頸部移行部に損傷をきたす。
- カム型：20〜30歳代の男性に好発する。寛骨臼は正常であるが、大腿骨頭から頸部の移行部の前上部に問題があるもの。通常はこの部位が凹んでおり大腿骨頭が潤滑に動くことが出来るが、カム型の股関節インピンジメントではこの部位が平坦ないしは凸になっており、股関節の屈曲時などに寛骨臼側の関節軟骨に衝突し損傷や摩耗を引き起こすものである。関節軟骨の損傷は関節唇の断裂や剥離を引き起こし、骨棘形成など関節変形を引き起こす。カム型の構造の明確な原因は今のところ明らかではない。
- ピンサー型：30〜40歳代の女性に好発する。大腿骨側は正常であるが、寛骨臼側に問題があるもの。臼蓋縁の被覆している部分が過剰であり、これにより関節唇損傷をきたすものである。カム型と同様、明確な原因は明らかではない。

## 疫学

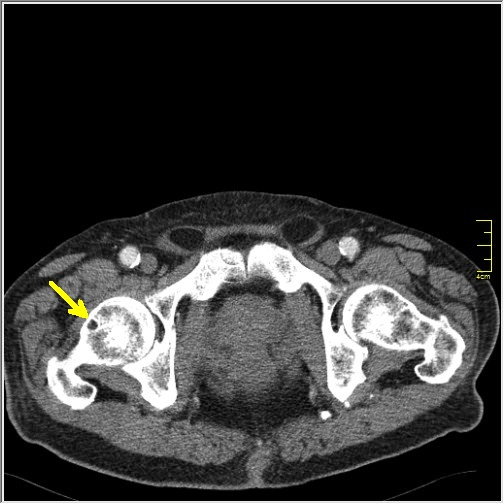
股関節のCT、矢印の先の嚢胞性変化がherniation pitである。

股関節痛を有する患者300人に股関節に股関節鏡を行ったところ、その90%は股関節インピンジメントによる関節唇損傷であり（臼蓋形成不全は4%）、特に活動性が高いスポーツに従事する若年者に多いと言われている。

## 臨床症状・所見
股関節インピンジメントの臨床症状としては、股関節の引っかかり感、動作時の鼠径部痛や大腿部痛、階段昇降時の疼痛の増強などがある。他覚的な所見としては、股関節を90°屈曲し、最大内転した後に内旋を強制し疼痛が増強するの確認する前方インピンジメントテストがある。
画像評価としては、カム型でα角（CT画像で骨頭径に合わせた円を重ね、骨性隆起がその円から突出した点と円の中心を結ぶ線と頸部軸が成す角）の拡大、herniation pitの形成があり、ピンサー型ではCE角の拡大やCross over signが見られることがある。
また、MRIでは股関節唇損傷の評価に有用である。

## 治療
治療としては、まずは鎮痛剤を用いつつ、日常生活で疼痛を誘発する姿勢を回避したり股関節回旋運動や屈伸運動などの理学療法による保存的治療が行われる。保存的治療に抵抗性を示し、画像上もFAIの所見を認めるような場合には手術治療が考慮される。